# Marc Blees
Marc Blees (Amstelveen, 4 december 1964) is een Nederlands zeiler en hockeyer.

## Hockeyer
In de jaren 1988-1997 speelt Blees in het eerste herenelftal van THC Hurley in Amstelveen. In 1995 verliest hij de bekerfinale tegen HDM voor deelname aan de Europacup 2. In 1999 benoemt Hurley hem tot Lid van Verdienste.

## Zeiler
In de jaren negentig zijn winter- en zomersporten nog gescheiden, zodat Blees hockey en zeilen kan combineren. In 1995 pakt hij het internationale zeilen op in de olympische Finn-klasse en zeilt daarin drie Europese en vijf wereldkampioenschappen. Hij stapt in 2000 over op de Star, de zwaarste olympische tweemansboot, en zeilt daarmee op het USA Circuit in Miami. Hij neemt in deze klasse deel aan drie wereldkampioenschappen en één Europees kampioenschap. Op 16 december 2007 koopt hij een Regenboog, de nummer 114 van Ulbe de Vries. Hij laat hem grondig restaureren, verschijnt ermee op de Sneekweek 2008 en wint het klassenevenement op Grouw in 2008 en 2009 en Kaagweek in 2010. Hij zeilt vast in de bemanning van het Engelse profteam JETHOU. In 2013 zeilt hij met een eigen team in de TP52 de 52 Super Series.
Blees zeilt tot heden 21 wereldkampioenschappen en 9 Europese kampioenschappen.

### Prestaties
Blees is viervoudig Nederlands kampioen. Daarnaast won hij:
- 2002: winnaar Copa Mediteraneo Mallorca in Draak 316
- 2006: winnaar Kaagweek met de geleende Regenboog 17
- 2008: winnaar Grouw met Regenboog 114
- 2009: winnaar North Sea Regatta
- 2010: winnaar Kaagweek, Regenboog 114
- 2011: 3rd Les Voiles de Saint-Tropez met Jethou
- 2011: Nederlands kampioen olympische Starklasse
- 2012: winnaar PalmaVela Mini Maxi-klasse
- 2012: winnaar Giraglia Inshore en 2e in Offshore
- 2012: winnaar Les Voiles de Saint-Tropez met Jethou
- 2013: winnaar Superyacht Cup Palma met Highland Breeze
- 2014: Line Honours Team Brunel Vuurschepenrace
- 2014: TP52 Superseries 5th Ibiza
- 2017: Winnaar Rolex maxi Worlds mini maxi class

Sinds 2005 is hij lid van Orange All Stars.

## Carrière
Blees was van 1997 t/m 2000 voorzitter Marketing van de International Finn Association met voorzitter Philip Rogge (zoon van IOC-voorzitter Jacques Rogge).